# Lomond (Alberta)
Lomond est un village (village) du Comté de Vulcan, situé dans la province canadienne d'Alberta.

## Démographie
En tant que localité désignée dans le recensement de 2011, Lomond a une population de 173 habitants dans 80 de ses 102 logements, soit une variation de -1.1% avec la population de 2006. Avec une superficie de 1,282 4 km2, village possède une densité de population de 134,903 3 hab/km2 en 2011.
Concernant le recensement de 2006, Lomond abritait 175 habitants dans 75 de ses 79 logements. Avec une superficie de 1,282 4 km2, village possédait une densité de population de 136,5 hab/km2 en 2006.
| 2001 | 2006 | 2011 | 2016 |
| ---- | ---- | ---- | ---- |
| 171  | 175  | 173  | 166  |